# دزیره نیزار
دزیره نیزار (به فرانسوی: Désiré Nisard) با نام کامل ژان ماری ناپولئون دزیره نیزار (به فرانسوی: Jean Marie Napoléon Désiré Nisard) در ۲۰ مارس ۱۸۰۶ در شاتیون-سور-سن فرانسه به دنیا آمد و در ۲۷ مارس ۱۸۸۸ در سن رمو ایتالیا از دنیا رفت.وی در گورستان مون پارناس پاریس مدفون است. وی سیاستمدار و منتقد ادبی قرن نوزدهم میلادی اهل فرانسه بود.